# 防人
防人，是古代中国、日本在律令制下的軍事制度。

## 中國的防人
中國的防人主要來自農村，派往邊境服役，食物、武器自備，任期三年，但事實上經常延长役期。

## 日本的防人
日本在飛鳥時代至平安時代期間曾有過防人制度。在白江口海戰兵敗後，日本為防備唐朝與新羅入侵，在北九州、對馬、壹岐駐扎防人。與中国一樣，日本的防人役期三年，食物、武器自備，由太宰府指揮。在東國，為防備蝦夷，也有駐扎防人；他们在服役期间免租，但食物、武器自備，負擔極大，因此士氣低落。